# Olga Poriadina
Olga Poriadina (ros. Ольга Сергеевна Порядина, ur. 10 grudnia 1980) – rosyjska piłkarka grająca na pozycji obrońcy, zawodniczka krasnoarmiejskiej Rossijanki i reprezentacji Rosji, uczestniczka Mistrzostw Europy w Piłce Nożnej Kobiet 2009.